# イマナラ!
イマナラ！は、株式会社DearOneが運営する時限クーポンサイトである。「モバイルプロジェクト・アワード2010 モバイルソリューション部門優秀賞」を受賞。

## 概要
- 携帯電話の位置情報を活用し、店舗の近くにいる利用者に「先着3名様、1時間以内に来たらお料理半額」というような時間限定、枚数限定のクーポンを配信できるサービス[2]。このサービスはイールドマネジメントの手法をベースに考案されたサービスで、例えば雨が降って来店者が減少する時間帯をねらって、人数を限定したタイムサービスをイマナラ！上で告知することによって、効率的に販売できるサービスである[3]。

- 2010年5月19日には、イマナラ！iPhoneアプリの正式版を公開。時限クーポンでは業界初となる[4]。公開から3週間で5万ダウンロードを達成し[5]、4カ月後に10万ダウンロードを達成した[6]。急激な伸びではないものの、着実に利用者を集めている。また、イマナラ！Androidアプリは2011年2月9日に公開されている。

## 沿革
- 2009年9月1日 - イマナラ！を公開。
- 2009年12月1日 - リクルート（ホットペッパー）と飲食分野の情報連携を締結[7]。
- 2010年5月19日 - イマナラ！iPhoneアプリを公開。
- 2010年7月9日 - モバイルプロジェクト・アワード2010 モバイルソリューション部門 優秀賞を受賞。
- 2011年2月9日 - イマナラ！Androidアプリを公開。

## 補足
1. ↑  2010/7/9 ケータイWatch - MCF、モバイルプロジェクト・アワード2010結果発表
2. ↑  2009年08月31日　MarkeZine - 今だけお得な時限クーポンを検索できる「イマナラ！」
3. ↑  2011年03月08日 - 「３０％引きで人は動く」無茶なクーポン契約する前に知っておきたい「イールドマネジメント」　佐々木康彦 / ITmedia オルタナティブ・ブログ
4. ↑  2010年5月20日　Searchina - ロケーションバリュー「イマナラ！ｉＰｈｏｎｅアプリ」でお得に
5. ↑  2010年6月15日　ITmediaプロモバ - 今、いる場所の時限クーポンをiPhoneで――「イマナラ！iPhoneアプリ」が5万ダウンロード達成
6. ↑  2010年9月14日　ITmedia - 時限クーポン配信サービス「イマナラ！」のiPhoneアプリ、10万ダウンロード突破
7. ↑  2009年12月01日　ホットペッパーNEWS - 新サービス「イマナラ！」超限定・超おトクな時限クーポン配信中